# 麥家碧
麥家碧是香港著名兒童漫畫《麥嘜》系列的共同作者之一：麥家碧負責插圖，而其夫婿謝立文負責故事創作。曾就讀於聖嘉勒女書院以及嘉諾撒聖心書院，1988年在香港理工大學設計系畢業，1990年在《小明周》連載「麥嘜故事」專欄。

## 創作角色
- 麥嘜
- 麥兜
- 屎撈人
- 樣衰阿闊

## 印刷媒體
1. 漫畫故事書 《麥嘜成年人童話》
2. 漫畫故事書 《麥嘜天空飛豬》
3. 漫畫故事書 《麥嘜恐龍戀曲》
4. 漫畫故事書 《麥嘜三隻小豬》
5. 漫畫故事書 《麥嘜絨裡手套》
6. 漫畫故事書 《麥嘜青春舞曲》
7. 漫畫故事書 《麥嘜舊歡如夢》
8. 漫畫故事書 《麥嘜詩畫選》
9. 漫畫故事書 《麥嘜感人至深小故事》
10. 漫畫故事書 《麥嘜算憂鬱亞熱帶》
11. 漫畫故事書 《麥嘜微小小說》
12. 漫畫故事書 《春天花花幼稚園》
13. 漫畫故事書 《麥嘜春田花花》
14. 漫畫故事書 《麥嘜格格漫畫 (1)》
15. 漫畫故事書 《麥嘜漫畫 - Sampler》
16. 漫畫故事書 《麥嘜無聊才玩遊戲集》
17. 兒童刊物 《黃巴士》
18. 兒童刊物 《黃布丁》

## 政府宣傳片
因為麥嘜廣受小朋友歡迎且形象健康，香港不同政府部門皆喜歡以麥嘜製作政府宣傳片。
- 知識產權署 - 春風吻我像蛋撻
- 康樂及文化事務署 - 麥兜保持泳池清潔 (2006)
- 衞生署 衞生防護中心 - 注意個人衞生 返學冇有怕 (2009)
- 機電工程署 - 小心升降機門夾手篇 (2008)
- 機電工程署 - 如遇困Lift 最緊要定 (2009)
- 民政事務總署 - 雜物阻街 請勿亂擺 (2010)
- 香港吸菸與健康委員會 - 煙、槍一樣，可以殺人。小心! (2014)

## 電視廣告
- 恆生銀行 - 麥兜轆轆卡篇
- One2Free - 麥兜豬腩肉篇
- One2Free - 麥兜菠蘿油王子篇
- One2Free - 麥兜腳瓜大顫篇
- 麥當勞 (中國大陆) (2007)
- 麥當勞 (香港) (2001)

## 電影作品
1. 《麥兜故事》2001年
2. 《麥兜菠蘿油王子》2004年
3. 《春田花花同學會》 2006年
4. 《麦兜响当当》 2009年
5. 《麥兜噹噹伴我心》 2012年
6. 《麥兜我和我媽媽》2014年

## 近作
- 《春田花花中華博物館》香港電台電視部 電視節目
- 《曾蔭權 - 回家真好》拜年短片 (2010)

## 外部連結
- 麥家碧pinkwork訪問 sound 聲音 （页面存档备份，存于）
- 麥家碧訪問 video影片 （页面存档备份，存于）
- 麥家碧辦公室 video （页面存档备份，存于）